# 只野信也
只野 信也（ただの しんや、1955年 -）は日本の編集技師。横浜放送映画専門学院（現・日本映画大学）卒業。

## 経歴
1955年北海道生まれ。日本アカデミー賞編集賞を2度受賞（優秀賞・『千年の恋 ひかる源氏物語』2002年。『探偵はBARにいる』2012年）。宝塚大学非常勤講師。 高校卒業後、横浜放送映画専門学院（現・日本映画大学）へと進学。編集の道へと進む。 『探偵はBARにいる』（2011年）では映像技術賞（日本映画テレビ技術協会主催）を受賞。現在はJ.S.E.日本映画・テレビ編集協会の理事を務める。2024年、文化庁長官表彰。

## 作品

### 映画
- 『ちゃんばらグラフィティー 斬る!』（助手・1981年）
- 『Wの悲劇』（助手・1984年）
- 『スケバン刑事 劇場版』（1987年）
- 『名門!多古西応援団』（1987年）
- 『はぐれ刑事純情派』（1989年）
- 『タイガースメモリアルクラブバンド ぼくと、ぼくらの夏』（1990年）
- 『本気!』（1991年）
- 『仁義 JINGI』（1991年）
- 『リング・リング・リング 涙のチャンピオンベルト』（1993年）
- 『義務と演技』（1997年）
- 『ときめきメモリアル』（1997年）
- 『北京原人 Who are you?』（1997年）
- 『あぶない刑事フォーエヴァー』（1998年）
- 『ピンチランナー』（2000年）
- 『借王』（2000年）
- 『京浜抗争史外伝 最後の組長』（2000年）
- 『実録 夜桜銀次 九州進攻作戦鮮血秘話』（2001年）
- 『実録 夜桜銀次2 九州進攻作戦鮮血秘話』（2001年）
- 『千年の恋 ひかる源氏物語』（2001年）
- 『仔犬ダンの物語』（2002年）
- 『プレイガール』（2003年）
- 『17才～旅立ちのふたり』（2003年）
- 『デビルマン』（2004年）
- 『ワルボロ』（2007年）
- 『探偵はBARにいる』 (2011年)
- 『探偵はBARにいる2 ススキノ大交差点』（2013年）
- 『さらば あぶない刑事』（2015年）
- 『しゃぼん玉』(2016年）
- 『相棒 -劇場版IV- 首都クライシス 人質は50万人! 特命係 最後の決断』（2017年）
- 『探偵はBARにいる3』（2017年）
- 『TAP THE LAST SHOW』（2017年）
- 『轢き逃げ 最高の最悪な日』（2019年）
- 『日本独立』（2020年）
- 『劇場版シグナル 長期未解決事件捜査班』（2021年）
- 『太陽とボレロ』（2022年）

### テレビ
- CX『スケバン刑事』（1985年）
- CX『スケバン刑事II_少女鉄仮面伝説』（1985年）
- CX『スケバン刑事III_少女忍法帖伝奇』（1986年）
- CX『少女コマンドーIZUMI』（1987年）
- CX『藤子不二雄の夢カメラ』（1988年）
- CX『花のあすか組!』（1988年）
- ANB『伊豆急展望列車』（1989年）
- CX『さかなでバーのクリスマス』（1989年）
- CX『世にも奇妙な物語1』（1990年）
- KTV『法則ある死体たち』（1990年）
- CX『白旗の少女』（1990年）
- KTV『夢見る女刑事』（1990年）
- CX『世にも奇妙な物語2』（1991年）
- CX『大人は判ってくれない 第5話』（1992年）
- KTV『試すなかれ』（1992年）
- CX『世にも奇妙な物語 真夏の特別編』（1993年）
- ANB『新・女弁護士朝吹里矢子1　夢の告発』（1994年）
- ABC『駅弁探偵連続殺人2　殺意の上信越湯けむり旅行』（1995年）
- ANB『新・女弁護士朝吹里矢子2　ビワの木の復讐!』（1995年）
- ANB『女弁護士朝吹里矢子　逆転の法廷!』（1996年）
- TX『刑事追う!』（1996年）
- CX『世にも奇妙な物語'97 春の特別編』（1997年）
- NTV『犯罪心理分析官3』（1997年）
- NTV『転勤判事3』（1998年）
- NTV『あぶない刑事フォーエヴァーTVスペシャル'98』（1998年）
- NTV『指名手配1』（1998年）
- ANB『京都・在原業平殺人事件』（1999年）
- CX『主夫刑事と猛毒鑑識官の夫婦事件帳』（1999年）
- NTV『街の医者・神山治郎2　出産拒否』（2001年）
- BSジャパン『修善寺温泉殺人事件』（2002年）
- ANB『相棒～警視庁ふたりだけの特命係』（2002年）
- EX『相棒2』（2003年）
- NTV『街の医者・神山治郎6　整形依存の女』（2004年）
- EX『相棒 2ndシーズン』（2004年）
- CX『ユタが愛した探偵』（2004年）
- TBS『大都会の女たち』（2004年）
- EX『相棒3』（2004年）
- EX『警視庁捜査一課強行犯係』（2005年）
- EX『結婚詐欺殺人事件』（2005年）
- EX『相棒4』（2005年）
- TBS『父が来た道』（2005年）
- EX『相棒～シーズンIV～』（2006年）
- EX『相棒 桜田門外の変』（2006年）
- NTV『塀の中の懲りない女たち～宇都宮女子刑務所2006』（2006年）
- NTV『銭華～銀座ホステス株バトル～』（2006年）
- EX『相棒SeasonV』（2006年）
- EX『相棒 サザンカの咲く頃』（2007年）
- CX『おばさんデカ桜乙女の事件帖～絶体絶命』（2007年）
- EX『相棒6』（2007年）
- EX『相棒 寝台特急カシオペア殺人事件』（2008年）
- EX『すべてはここから始まった!相棒!コンビ誕生篇』（2008年）
- EX『相棒7』（2008年）
- EX『相棒 ノアの方舟』（2009年）
- EX『新聞記者・鶴巻吾郎3』（2009年）
- EX『相棒8』（2009年）
- EX『相棒 特命係、西へ!』（2010年）
- EX『やまない雨はない』（2010年）
- EX『相棒 神の憂鬱』（2010年）
- EX『おかしな刑事』（2010年）
- EX『相棒9』（2010年）
- EX『相棒 聖戦』（2010年）